# نادي كومبوستيلا
سوسييداد ديبورتيفا كومبوستيلا (بالإسبانية: Sociedad Deportiva Compostela)‏ نادي كرة قدم إسباني يلعب في الدوري الإسباني الدرجة الثالثة. تم تأسيس النادي في عام 1962.

## ملعب النادي
ملعب سان لازارو هو ملعب متعدد الأغراض، تم تأسيسه في 24 يونيو 1993، يقع في مقاطعة لاكارونيا في إسبانيا، مساحته 105 68 متر.[بحاجة لمصدر]

## روابط خارجية
- CE Constància